# Lana Marconi
Lana Marconi, nata Ecaterina Ileana Marcovici (Bucarest, 8 settembre 1917 – Neuilly-sur-Seine, 8 dicembre 1990), è stata un'attrice romena naturalizzata francese.
È stata l'ultima moglie dell'attore, regista, sceneggiatore e drammaturgo Sacha Guitry. Ha recitato esclusivamente in film da lui diretti.

## Filmografia parziale
- Le comédien, regia di Sacha Guitry (1948)
- Il diavolo zoppo (Le diable boiteux), regia di Sacha Guitry (1948)
- Aux deux colombes, regia di Sacha Guitry (1949)
- Le trésor de Cantenac, regia di Sacha Guitry (1950)
- Je l'ai été 3 fois!, regia di Sacha Guitry (1952)
- La vita di un onest'uomo (La vie d'un honnête homme), regia di Sacha Guitry (1953)
- Versailles (Si Versailles m'était conté), regia di Sacha Guitry (1954)
- Napoleone Bonaparte (Napoléon), regia di Sacha Guitry (1955)
- Si Paris nous était conté, regia di Sacha Guitry (1956)